# جنچیلتس
جنچیلتس (به لهستانی:  Dzięcielec) یک روستا در لهستان است که در گمینا ونچتسه واقع شده‌است. جنچیلتس ۳۰۳ نفر جمعیت دارد.